# Saint-Lubin-d'Isigny
Saint-Lubin-d'Isigny, aussi présent sur les cartes sous le nom d'Isigny, est une ancienne commune du département français d'Eure-et-Loir en région Centre-Val de Loire.

## Hameaux, lieux-dits et écarts
- Chantemesle
- Le Plessis

## Histoire

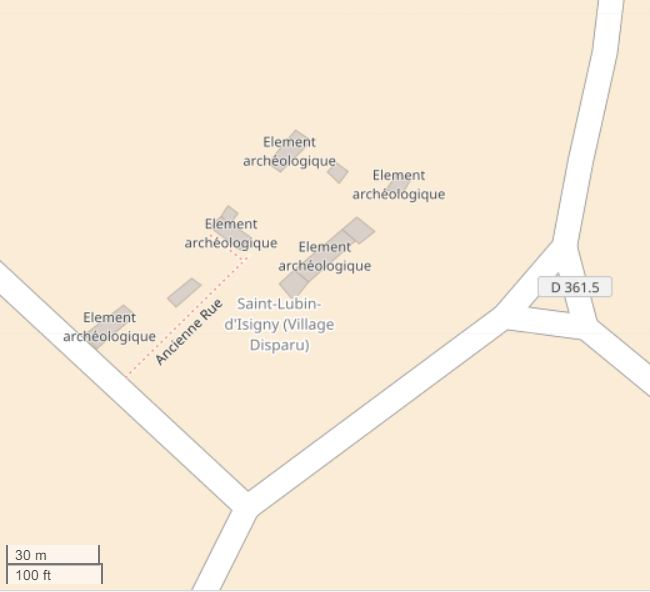
Plan de Saint-Lubin d'Isigny.

Le village occupait le plateau au croisement entre les routes de Marboué à Logron et de Marboué à Châtillon-en-Dunois, au nord de l'actuel lieu-dit « Le Plessis ».

### XeetXIesiècles
La localité est mentionnée en 1080 sous le nom d'Isigniacum. Elle présentait dans le village des traces d'occupation gallo-romaine et était étendue, de Chantemesle au Plessis notamment.

### XIVeetXVesiècles
Le village étant situé près de l'ancienne route d'Illiers à Châteaudun, le compagnon de Jeanne d'Arc, Florent d'Illiers (vers1400-1475), gouverneur et bailli de Chartres, capitaine de Châteaudun, conseiller de Jean de Dunois, est sans doute passé par le village avec ses hommes pour libérer Orléans[réf. nécessaire].

### XVIIIeetXIXesiècles
En 1762, le village ne comptait plus que deux maisons fonctionnelles plus l'église. La commune, créée en 1790, compte 340 habitants en 1790, 313 en 1800, 346 en 1806 et 426 en 1821.
Le 6 mars 1828, une ordonnance royale en partage le territoire et les hameaux entre les communes de Marboué et Logron, qui subsistent.
Il ne reste aujourd'hui plus rien du village. Seule une grande rue de Logron rend hommage à la commune disparue, par une rue Saint-Lubin-d'Isigny, à plus de trois kilomètres du lieu exact du village.